# 有料発展場
有料発展場（ゆうりょうはってんば）とは、ゲイ男性に出会いと性行為のための場を有料で提供する「性風俗産業」を指す。新宿二丁目の公園など、ゲイ同士の出会いの場は発展場と呼ばれてきたが、その有料版である。片仮名で「ハッテンバ」と書くこともある。
日本では、単に「発展場」「発展サウナ」「ビデボー（ビデオボックス）」などがこのような店舗を表す通称となっている。
なお、公園など野外や公共の場における「発展場」は同項参照。

## 日本

### 概要
1960年-70年代頃はインラン旅館と呼ばれていたが、その古めかしい旅館が建て替えられ、大浴場や個室などを備えた大型施設が登場した頃からハッテンホテル、ハッテンサウナ、ことに近年はヤリ部屋、ゲイサウナなどとも呼ばれることもある。単に発展場と呼ぶことも多いが、その場合一般の公園などの野外発展場も含まれる。
古くは1960年に創刊された風俗奇譚にインラン旅館の広告が発見できる。ゲイ男性がいわゆる「ナンパ」や「男漁り」、「男探し」をする行為は、発展のほか「クルージング」と称することもあり、有料の室内発展場や公園などの野外発展場のみならず、ゲイバーやゲイディスコも広義のクルージング・ゾーンとみなされることもあった。2011年10月の東京・北新宿の「デストラクション」の摘発以来、発展場の規制論が強まっている。1980年代以降のエイズ禍を経て、こうした施設ではコンドームが配布されたり、徹底したセーファーセックスが呼びかけられるようになっている。他方で、一部の発展場ではコンドームを使用しない性行為があるとされ、HIVなど性感染症の広がりを危惧する声もある。

### 歴史
戦前
明治時代に刊行されたグラフ誌「風俗画報」にも「男色 笹の屋」（1893年《明治26年》9月など）という記事があるが、その周辺では今でいう発展のようなことが行われていたのかは検証されていない。
戦後直後 - 1960年代
日比谷公園など公共の発展場は既にあったが、有料発展場ができ始めたのは1950年(昭和20-30年)代頃とされる。東京には淫乱旅館の「砂川屋」ができて、大阪には1953年頃に「竹の屋」ができた。少し後れて東京池袋にも西武園（1958年,後西武苑）ができている。1950年代は他にも淫乱旅館があった可能性はあるとされるが未検証である。
この頃はアドニスや風俗奇譚の男色記事などの例外を除いて、商業ゲイ雑誌のない時代であり、旅館の場所は発展公園・映画館などで会った人から口コミで教わるしかなく、殆どのゲイには知られていなかった。因みに1961年10月号の風俗奇譚には「ホモの窓：三都のホモ旅館」という記事がある。
1960年代 - 1970年代
このように1950年代頃は、東京や大阪は発展旅館（その頃は淫乱旅館）の黎明期であり、1970年代頃にかけてその数を増やしたとされる。1971年に薔薇族が創刊され全国流通し始めると、発展場の特集記事や広告が載り、徐々に形成されつつあったゲイマーケットに組み込まれていく。一例として、薔薇族「ノンケ紳士のゲイホテル潜入記」（1975年11月号）で渋谷の「千雅」という淫乱旅館が紹介された。こうして発展旅館は（ゲイ雑誌を読んだ）多くのゲイに知られることとなった。
1980年代
古めかしい発展旅館、そして大型発展ホテルを経て、1980年代はクルージングスペースができ始める。だが当時の二丁目はゲイバーやディスコが中心で、クルージングスペースといえば仲通りと新宿通り交差点の「スカイジム」（ラシントンパレスに81年開店）があったくらいで、少し離れた歌舞伎町「ダムアダム（damAdam）」（新宿区役所から路地一つ挟んだ北）、要町（新宿三丁目）「かぶきサウナ」、四谷三丁目「バスストップ」（旧春樹）を含めても多くはなかった。因みにラシントンパレスがホテルだった頃、そこにロラン・バルトやミシェル・フーコーが定宿して二丁目のゲイバーに繰り出していたことで知られる。大阪では「GYM」という発展サウナが有名だった。
1990年頃以降
東京都内ではまず秋葉原「ビックマン」（80年代後半開店、SG系・着衣系）や新中野「ロン」（ビデボ）、五反田「ヤングマン」（脱衣系）など、二丁目では「AmsTrip」（90年頃開店、着衣系)、「バナナプラント」（脱衣系）、「ブラックボックス」（着衣系）、「バックドロップ」（着衣系）、「パラゴン」(93年6月開店、脱衣系)、テレビ電話を導入した「DuO（デュゥオ）」（新宿一丁目、94年頃開店、着衣系）などができた。更に年を追う毎に渋谷「Gスタジオ」（ビデボ）、代々木「PUMA」（ビデボ）、初台「CLUB BAD BOY」（脱衣系）、中野坂上「エルゴライン」（脱衣系）、大久保「ドーベルマン」（ビデボ→脱衣系）や「ドラゴン」（脱衣系）など徐々に新宿から放射状に展開されていき、神保町「ピュアエリア」（脱衣系）、御徒町「Aスタジオ」（着衣系）、三田「BUNKER」（脱衣系）、虎ノ門「虎ノ門クラブ」（着衣系）、内幸町「ビッグワン」（着衣系）、八重洲「ゲートイン」（脱衣系）など山手線の東エリアにはリーマン系をコアとする店が増えて行った。
大阪には難波「MEN'S FESTIVAL」（4階建て発展場）、湊町「CRAZY-8」（ビデボ）、難波「IN OUT IN」（ビデボ）、難波「Dick Dive」、堂山「Gプラッツ」（ビデボ）、中崎町「男子寮」、堂山「ジャングルボックス」、中崎町「FOX」、堂山「BIKES」、南方「スクール of Secret」（5階建て大型サウナ）、大国町「S・M・C」（サウナ）などができた。
年代不明（地方都市）
そのほか開店した年代は不明だが（ノート参照・情報求む）、名古屋にはドンバラ会館（現コロナクラブ）、広島など地方都市にも「喜楽会館」、札幌には「三船会館」などができていった。喜楽会館は本店が広島に所在し、チェーン店化することで全盛期には18店舗を展開していた。

### 問題
2011年10月、東京都新宿区北新宿のハッテン場「デストラクション」経営者が、公然わいせつほう助の疑いで逮捕された。
同事件の端緒は、発展場内で覚醒剤など違法薬物を使用するものが少なからず存在すると言う推定の下に内偵が行われ、結果として公然わいせつほう助の疑いに留まったと指摘されている。
同事件発生後、都内の発展場において、全裸指定から下着着用指定に規定を切り替える店舗が相次いだ。
現在は、全裸指定を解禁する店舗も存在する。
。

## 欧米
欧米圏では日本でいう発展行為のことを「en:Cruising」などというが、施設名としては発展場のような総称では言わないとされ、英語圏は「Gay bathhouse」（ゲイ浴場、またはゲイサウナやスチームバス）、ドイツは「Schwule Sauna」など、営業形態による名称で呼ばれることが多い。これは男性同士で性行為をするための商業浴場のことである。一部の地域やゲイのスラングでは、これらの施設は 「バス」「サウナ」「タブ」などとして知られているが、公衆浴場と混同してはならない。浴場のサイズや部屋の数などは様々で、スチームバス、ジャグジー、そして時にはプールがあることもある。

### 欧米におけるゲイ浴場の歴史
男たちがSEXのために浴場で出会っていたという記録は15世紀まで遡る。公衆浴場の記録は紀元前6世紀まで遡るが、古代のギリシャに同性愛者の行動について多くの記録がある。
欧米のゲイは、遅くとも19世紀後半～20世紀初頭には性行為の目的で浴場を使っている。当時、男性たちは、他の男性と性行為の為に出会える浴場や公園、路地、電車やバスの駅、映画館、公衆トイレ（小屋または喫茶室）、体育館の更衣室のようなクルージングエリアにしばしば行き始めた。そのため一部の浴場は常連客の同性愛行為を防ごうとした。その頃、殆どの欧米諸国では同性愛行為は違法だったため、同性愛行為が見つかると、しばしば逮捕されたり公的な辱めを受けた。

#### 初期の記録
1492年 イタリア・フィレンツェ
フィレンツェでは1492年、「ソドミーの悪徳」に対する追放が行われた。 同性愛行為が行われた場所は、居酒屋、浴場などだったが、 1492年4月から1494年2月までの短い間に、同性愛関係のために、44人の男性に有罪判決を受けた。
1876年 パリ
1876年にパリの浴場で警察の家宅捜索が行われたという最初の記録がある。 22歳～14歳の男性6人が、公序良俗違反や少年愛を容易にしたことなどの罪で起訴された。
1903年 ニューヨーク
1903年2月21日に米国では、ニューヨーク警察が、ゲイ浴場として知られたアリストンホテルの浴場に最初にがさ入れを行った。 その中で26人がソドミーの容疑で逮捕され、12人が裁判にかけられた。この中7人が4年～20年の懲役の判決を受けた。